# Piteå IF Dam
O Piteå IF Damfotbollsförening, vulgarmente conhecido como Piteå IF Dam ou simplesmente Piteå IF DFF é uma secção independente de futebol feminino do Piteå IF, clube sediado na cidade de Piteå, no norte da Suécia.

Atualmente (2023) disputa o Campeonato Sueco de Futebol Feminino (Damallsvenskan), a primeira divisão de futebol feminino da Suécia.                                

## História
O clube - Piteå IF - foi fundado em 1918, na cidade de Piteå, Suécia.
 
A equipa feminina - Piteå IF Dam - foi iniciada em 1985.

Venceu o Campeonato Sueco de Futebol Feminino em 2018.

## Títulos
- Campeonato Sueco de Futebol Feminino (Damallsvenskan) : 1

(2018).